# Assoziation A
Assoziation A ist ein Buchverlag mit Sitz in Berlin und Hamburg, der vor allem Sachbücher zu politischen Themen herausgibt. Er entstand 2001 aus der Vereinigung der Verlage Verlag Libertäre Assoziation, Hamburg und Verlag der Buchläden Schwarze Risse und Rote Strasse, Berlin. Die Verlage hatten auch zuvor schon zusammengearbeitet. Die Wurzeln des Hamburger Verlages liegen in den 1970er Jahren. Der Verlag sieht sich in der Tradition der antiautoritären und undogmatischen Protestbewegungen in Deutschland, die ihre Wurzel in der 68er-Revolte haben. Die Verleger sind Rainer Wendling (Berlin) und Theo Bruns (Hamburg). Ökonomische Interessen stehen laut eigener Aussage nicht im Vordergrund der Aktivitäten des Verlages.

## Programm
Ein Schwerpunkt im Sachbuchprogramm liegt auf historischen Fragen, insbesondere zum Widerstand gegen den Nationalsozialismus. Jeweils mehrere Bücher befassen sich beispielsweise mit dem Aufstand im Warschauer Ghetto oder Partisanen im Zweiten Weltkrieg. Ein weiterer Schwerpunkt liegt auf internationalistischen Fragestellungen, insbesondere mit Blick auf Lateinamerika.
Im Belletristik-Programm finden sich Autoren wie Nanni Balestrini, Paco Ignacio Taibo II, Luis Sepúlveda, Luiz Ruffato und Subcomandante Marcos. In der Reihe Noir sind erstmals in Deutschland Werke des französischen roman noir erschienen. 2015 erschien das Buch 54 des Schriftstellerkollektivs Wu Ming.
In einer breiteren Öffentlichkeit bekannt wurde der Verlag durch die bundesweiten Razzien wegen des bei Assoziation A herausgegebenen Buches Autonome in Bewegung im Vorfeld des G8-Gipfels in Heiligendamm 2007. Die Durchsuchungen wurden im Nachhinein durch den Bundesgerichtshof für rechtswidrig erklärt, die Betroffenen wurden entschädigt.

## Auszeichnungen
2022 wurde der Verlag für den Berliner Verlagspreis nominiert.